# Estação Pavones
Pavones é uma estação da Linha 9 do Metro de Madrid . A estação fica junto ao Centro de Saúde do Distrito.